# Фунев, Иван
Ива́н Фу́нев (болг. Иван Фунев / Ivan Funev; 24 июля 1900, Горна-Бешовица, Врачанский округ — 21 июля 1983, София, Болгария) — болгарский скульптор-коммунист, живописец, один из основателей «Товарищества новых художников»; народный художник Болгарии (1961), автор монументальных статуй.

## Биография
Иван Фунев родился 24 июля 1900 года в местечке Горна-Бешовица Врацкой округа Болгарии (на тот момент зависимой от Османской империи).
Окончил Софийскую Академию художеств в 1930 году. Ученик профессора Жеко Спиридонова.
Уже в начале 1930-х годов Иван Фунев, наряду со скульпторами и живописцами соотечественниками, Ненко Балкански, М. Марковым, И. Лазаровым, В. Емануиловой, берётся за разработку темы обездоленного и восстающего рабочего класса. Фунев выполнял свои скульптуры преимущественно из железобетона, материала, усиливающего эффект суровой отрешённости. Основные работы 1930-х годов («Рабкоры», 1932, «Собрание», 1933, «Стачечный пост», 1934, «В вагоне третьего класса», 1935) посвящены жизни бедноты; отмечены энергичной резкостью выражения.
С 1920-х годов И. Фунев связан с коммунистической партией, в 1944 стал её членом. В 1931 организовал «Товарищество новых художников». Программой объединения было продвижение «политически действенного искусства». В 1950-м скульптор был удостоен Димитровской премии.
Вскоре после 1944 года, то есть освобождения Болгарии от фашизма, Фунев создаёт ряд памятников: скульптурную группу «Остановим агрессора» (1951); две многофигурные группы для монумента в честь Советской Армии в Софии (1954. Памятник спроектирован творческим коллективом под руководством Ивана Фунева и архитектора Данчо Митова и исполнен скульптором совместно с учениками.
В числе его известных учеников — скульптор Георгий Апостолов, лауреат Димитровской премии (1969).

## Литература

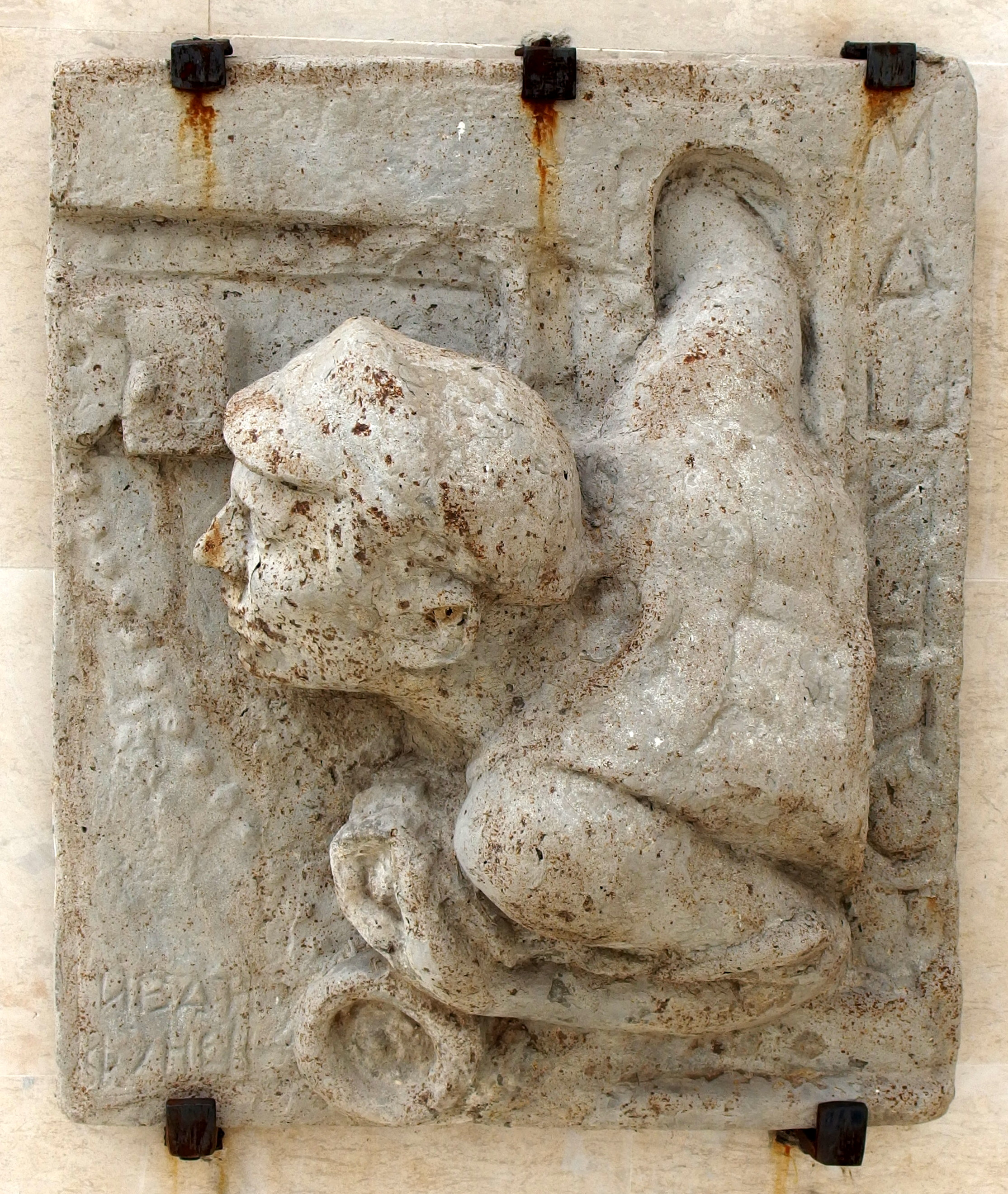
Машинист, 1932
Музей социалистического искусства, (София)

## Ссылки

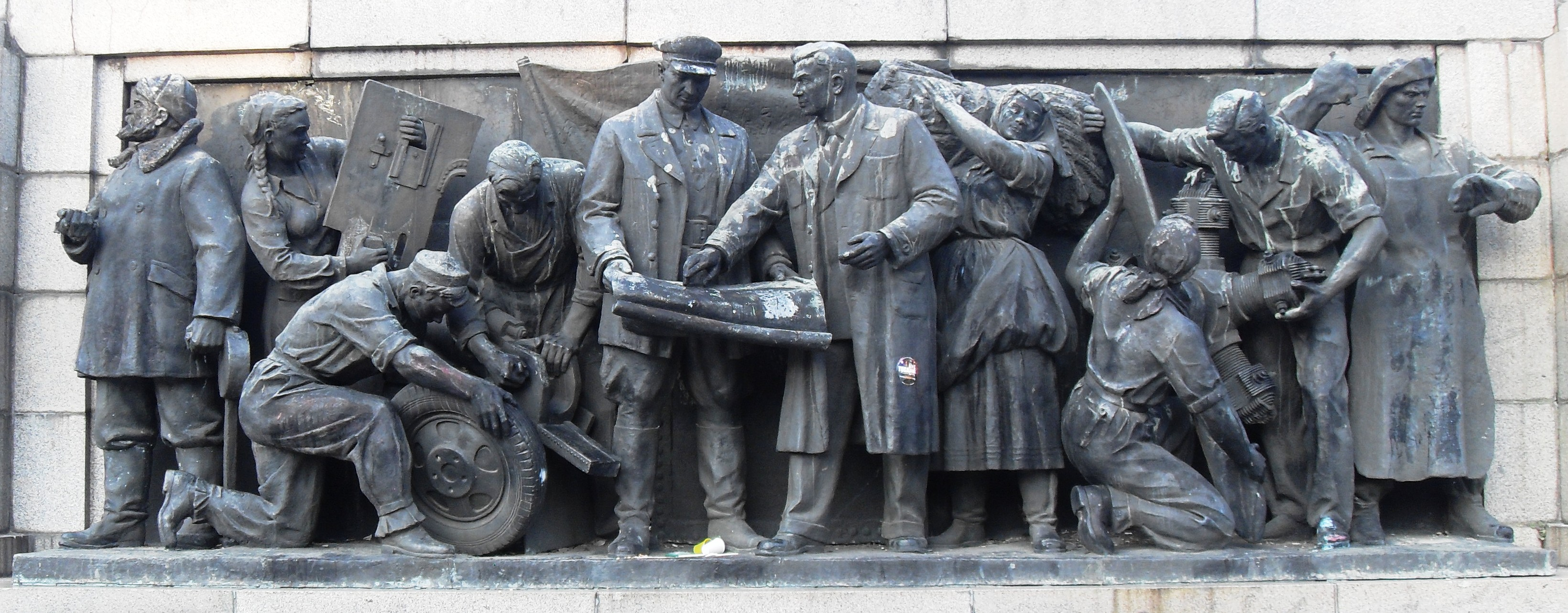
Горельеф на памятнике советской армии (София), 1954
(участвовал в работе в составе коллектива авторов)